# Tryphon van Alexandrië
Tryphon van Alexandrië (Oudgrieks: Τρύφων) (ca. 60 v.Chr. – 10 v.Chr.) ) was een Griekstalige grammaticus uit het Romeinse Rijk, geboren in Alexandrië, die actief was onder het keizerlijke bewind van Augustus. Voor de meeste wetenschappers geldt hij als spilfiguur in de overgang tussen de Hellenistische periode en de Keizertijd naar een meer gespecialiseerde, en mogelijk ook meer normatieve benadering van taal. Veel latere geleerden refereerden aan Tryphon, met name Apollonius Dyscolus, en hun werken vormen de grootste bron aan informatie over hem.

## Leven
Weinig kan met zekerheid gezegd worden over Tryphons leven. Hoewel de Suda hem omschrijft als “grammaticus en dichter” (γραμματικὸς καὶ ποιητής), hield hij zich naar alle waarschijnlijkheid uitsluitend met grammatica bezig. Als zoon van een zekere Ammonius, was Tryphon werkzaam in zijn geboortestad Alexandrië, maar mogelijk dook hij ook elders op. Zo zou de grammaticus Habron onderricht van hem gekregen hebben op het eiland Rhodos. Daarnaast vormden sommige onderwerpen die Tryphon behandelde, een voorwerp van discussie buiten de Alexandrijnse contreien. Ook zou hij in aanraking gekomen zijn met de filoloog Didymus, die volgens sommigen Tryphons leraar zou geweest zijn. Sommigen beweren zelfs dat hij de (fysieke) leraar van Apollonius Dyscolus was, maar meer waarschijnlijk werd deze laatste gewoonweg sterk beïnvloed door Tryphon in zijn werken, zonder dat zij ook echt met elkaar in contact zijn gekomen.

## Taalkundige activiteit
Tryphon toonde een grote interesse voor de rededelen. Hij is de eerste die zich hier organisch en uitvoerig over heeft uitgelaten. Zijn werk heeft een substantiële bijdrage geleverd aan de ontwikkeling van de syntaxis als een autonome tak binnen de grammatica. Hij onderscheidde naamwoord, werkwoord, deelwoord (dat hij echt als autonoom rededeel beschouwde, tussen naamwoord en werkwoord), lidwoord (met inbegrip van betrekkelijke en onbepaalde voornaamwoorden), voorzetsel (prefixen inbegrepen), bijwoord (met sommige tussenwerpsels en partikels) en voegwoord. Opvallend is dat hij het persoonlijk voornaamwoord σύ (“jij”) niet als nominatief, maar als vocatief beschouwde. Daarnaast toonde Tryphon belangstelling voor prosodische en orthografische vraagstukken, waar de grammaticus Herodianus later op heeft verder gewerkt, alsook voor dialectale eigenaardigheden. Deze fascinatie voor dialecten maakte deel uit van zijn onderzoek naar literaire genres, van archaïsche epiek tot koorlyriek. Zo zou hij intensief gewerkt hebben op het Eolisch, Dorisch en het Homerische Grieks. Ook deed Tryphon aan lexicografisch onderzoek: hij legde ‘onomastica’ aan van eetbare planten, dieren en muziekinstrumenten. In zijn werken liet hij zich grotendeels leiden door een sterk geloof in analogie.

## Invloed
Een groot aantal latere grammatici liet zich sterk beïnvloeden door Tryphons taalstudie. Met name Apollonius Dyscolus, een van de voornaamste grammatici in de Keizertijd en een van de belangrijkste bronnen voor Tryphons werk, is een emblematisch voorbeeld van Tryphons nalatenschap. Tryphon genoot een goede reputatie onder de pioniers van de oude normatieve grammatica en heeft dan ook bijgedragen aan de ontwikkeling, in de vroege Keizertijd, van de syntaxis als autonome discipline. Door zijn systematische en zelfvoorzienende, gesloten benadering van technische grammatica (τέχνη γραμματική), heeft hij voor een nieuwe wind gezorgd in taalkundig en dialectologisch onderzoek.

## Werken
Van veel werken die aan Tryphon worden toegeschreven, is de authenticiteit verre van zeker te noemen. Waarschijnlijk is een groot deel van zijn oorspronkelijk werk in de loop der eeuwen aangepast of herwerkt, wat heeft geleid tot verhandelingen die nog weinig overeenkomen met wat uit Tryphons persoonlijke pen is voortgevloeid. Onder de weinige werken die de tand des tijds hebben doorstaan, een totaal van 109 fragmenten, verdient een grammaticaal papyrusfragment van ca. 300 n.Chr. dat zijn naam draagt (Τρύφωνος τέχνη γραμματική), enige aandacht. Dit bewaarde deel van een groter geheel behandelt persoonlijke en bezittelijke voornaamwoorden, voorzetsels, bijwoorden en voegwoorden. Wellicht is dit een laatantieke herwerking van het origineel, of anders het werk van een latere naamgenoot. Een ander belangrijk werk dat ‘bewaard’ is gebleven, draagt de naam Περὶ τρόπων (“over tropen”), i.e. stijlfiguren gebruikt in poëzie, en genoot een zekere populariteit met verscheidene herwerkingen in de Byzantijnse periode tot gevolg. Een latere versie, die verkeerdelijk werd toegeschreven aan de 12de-eeuwse Byzantijnse geleerde Gregorius van Korinthe, bleef bewaard in de middeleeuwse traditie.
Globaal genomen, wordt de naam van Tryphon met zes grammaticale verzamelbundels in verband gebracht – de twee bovenstaande werken meegerekend – hoewel de authenticiteit hiervan grotendeels twijfelachtig is:
- Περὶ πνευμάτων (“over aspiraties”), of volgens de Suda, Περὶ πνευμάτων καὶ τρόπων;
- Περὶ παθῶν τῆς λέξεως (“over veranderingen in taalgebruik”) (ook andere titels komen voor in de handschriftelijke traditie: Πάθη λέξεως, Πάθη λέξεων, Περὶ παθῶν τῶν λέξεων), mogelijk de vroegste poging om uitspraak- en woordveranderingen te verklaren, evenals dialectale onregelmatigheden.[18] Ook specifieke taalkundige fenomenen, zoals ellips, aferesis en apocope, worden in dit werk behandeld;[5]
- Τέχνη γραμματική;
- Περὶ τρόπων;
- Περὶ μέτρων (“over metra”), waarvan de authenticiteit extreem twijfelachtig is; één manuscript draagt de subscriptie τοῦ θείου Τρύφωνος (“van de heilige/goddelijke Tryphon”);
- Περὶ τοῦ ὡς (“over het partikel ὡς”), waarvan de authenticiteit ook uiterst onzeker is.

De Suda maakt gewag van verscheidene andere werken, fragmentarisch of verloren gegaan:

### Werken over de rededelen
- Περὶ ῥημάτων ἐγκλιτικῶν καὶ ἀπαρεμφάτων καὶ προστακτικῶν καὶ εὐκτικῶν καὶ ἁπλῶς πάντων (“over enclitische werkwoorden, infinitieven, imperatieven, optatieven en alle werkwoorden in het algemeen”), dat de wijzen van het werkwoord behandelt, met uitzondering van de indicatief. De lengte van de titel doet vermoeden dat de Suda in werkelijkheid naar meerdere werken verwijst, waarvan een gewijd is aan de enclitische vormen van εἰμί (“zijn”) en φημί (“zeggen”). Een andere mogelijkheid is dat het om een algemene verhandeling over werkwoorden gaat, Περὶ ῥημάτων, verdeeld over verschillende hoofdstukken met betrekking tot infinitieven, imperatieven, etc.;
- Περὶ μετοχῆς (“over het deelwoord”);
- Περὶ ἄρθρων (“over lidwoorden”), dat naast lidwoorden ook betrekkelijke en onbepaalde voornaamwoorden bespreekt, waarin Tryphon het partikel ὦ (dat wordt gebruikt bij aansprekingen) als de vocatief van het lidwoord behandelt;
- Περὶ προσώπων (“over personen”), waarin Tryphon poneert dat het Grieks geen waarlijke nominatief heeft voor het persoonlijk voornaamwoord in de tweede persoon, door aan te voeren dat σύ (“jij”) een vocatief is, en geen nominatief. Dit werk vormde een voorwerp van kritiek voor Apollonius Dyscolus;
- Περὶ προθέσεων (“over voorzetsels”), dat naast losstaande voorzetsels ook prefixen in samengestelde naamwoorden en werkwoorden behandelt. Speciale aandacht gaat uit naar de plaatsing van het augment en reduplicatie;
- Περὶ ἐπιρρημάτων (“over bijwoorden”), waarin Tryphon bijwoorden, tussenwerpsels en andere partikels onder dezelfde noemer van ‘bijwoord’ plaatst. Deze verhandeling richt zich veeleer op vormelijke kenmerken (accenten, lettergrepen) dan op semantische analyses;
- Περὶ συνδέσμων (“over voegwoorden”), waarin hij een algemene definitie van het concept ‘voegwoord’ geeft: συνδέσμος τί ἐστιν; λέξις συνδε{κ}τικὴ τῶν τοῦ λόγου μερῶν[20] (“Wat is een voegwoord? Een woord dat de delen van een zin verbindt.”). Vervolgens geeft hij een intrigerende onderverdeling van de voegwoorden zelf: εἰσιν συ̣μπλεκτικοί, οἱ δὲ διαζευκτικοί, οἱ δὲ συναπτικοί, οἱ δὲ παρασυναπτικοί, ἄλλοι δὲ συν⟧`λ´λογιστικ[οί], οἱ δὲ ἀπορηματικοὶ καὶ τελευταῖοι παραπληρωματικ̣[οί][21] (“Er zijn de samenvoegende, de disjunctieve, de verbindende, de causaal-verbindende, andere zijn de concluderende, de vragende, en ten slotte de expletieve.”[22]);
- Περὶ παρωνύμων (“over afleidingen”);
- Περὶ σχημάτων (“over vormingen”), dat de vorming van substantieven behandelt;
- Περὶ ὀνομάτων χαρακτήρων (“over kenmerkende (?) namen”), waarvan de inhoud onzeker is;
- Περὶ ὀνομάτων συγκριτικῶν (“over comparatieven”), dat volledig verloren is gegaan.

### Orthografische en prosodische kwesties
- Περὶ ἀρχαίας ἀναγνώσεως (“over antieke lectuur”), bestaande uit minstens twee boeken, waarin Tryphon technische leesproblemen bespreekt, zoals toonhoogte en aanblazing. De kennis van dit werk is uitsluitend te danken aan de bemiddeling van Herodianus in zijn Περὶ Ἰλιακῆς προσῳδίας (“over de prosodie van de Ilias”);
- Περὶ Ἀττικῆς προσῳδίας (“over Attische prosodie”), waarin hij op basis van analogistische criteria de accentuatie van specifieke Attische woorden behandelt, gestoeld op de reeds bestaande grammaticale traditie alsook het literaire erfgoed van onder meer toneelschrijvers zoals Aristophanes, Sophocles en Euripides. Daarnaast vergelijkt hij het Attisch met het Dorische en het Ionische dialect aan de hand van fragmenten van Sophron en Epicharmus (voor het Dorisch) en van Herodotus (voor het Ionisch);
- Περὶ ὀρθογραφίας καὶ τῶν αὐτῇ ζητουμένων (“over orthografie en haar doel (?)”), dat een door latere auteurs algemeen aanvaarde definitie van orthografie bevat. Het werk bespreekt bovendien het verschil tussen de klanken ει en ι.

### Werken over dialecten en stilistische bijzonderheden
- Περὶ πλεονασμοῦ τοῦ ἐν τῇ Αἰολίδι διαλέκτῳ (“over de weelde van het Eolische dialect”), bestaande uit zes boeken;
- Περὶ τῶν παρ’ Ὁμήρῳ διαλέκτων καὶ Σιμωνίδῃ καὶ Πινδάρῳ καὶ Ἀλκμᾶνι καὶ τοῖς ἄλλοις λυρικοῖς (“over de dialecten bij Homerus, Simonides, Pindarus, Alcman en de rest van de lyrici”);
- Περὶ τῆς Ἑλλήνων διαλέκτου καὶ Ἀργείων καὶ Ἱμεραίων καὶ Ῥηγίνων καὶ Δωριέων καὶ Συρακουσίων (“over het Griekse dialect en het Dorische dialect van Argos, Himera, Rhegium en Syracuse”).

### Werken over analogie
- Περὶ τῆς ἐν μονοσυλλάβοις ἀναλογίας (“over de analogie in eenlettergrepige woorden”), waarin Tryphon een eenlettergrepig woord van zeven letters aanhaalt, στρᾴγξ (“druppel”), als tegenreactie op de traditionele opvatting dat eenlettergrepige woorden uit maximaal zes letters kunnen bestaan;
- De twee titels Περὶ τῆς ἐν εὐθείᾳ ἀναλογίας (“over de analogie in de nominatief”) en Περὶ τῆς ἐν κλίσεσιν ἀναλογίας (“over de analogie in naamvallen”) vormen samen wellicht één werk dat de nominatief (εὐθεῖα) in relatie met de andere naamvallen (κλίσεις) behandelt, vanuit een analogistisch perspectief;
- Περὶ ῥημάτων ἀναλογίας βαρυτόνων (“over de analogie van paroxytoon geaccentueerde (?) werkwoorden”), waarin hij, voor zover we weten, niet-contracte werkwoorden op –ω bespreekt.

- Bibsys: 95005143
- Biblioteca Nacional de España: XX5304185
- Gemeinsame Normdatei: 102408777
- International Standard Name Identifier: 0000 0000 5450 5347
- Library of Congress Control Number: no2008022234
- Nederlandse Thesaurus van Auteursnamen: 06996548X
- Réseau des bibliothèques de Suisse occidentale: 02-A003912777
- Système universitaire de documentation: 13989246X
- Virtual International Authority File: 7191746